# Волова Людмила Семенівна
Людмила Семенівна Волова (24 вересня 1941 — 9 квітня 2024, Москва) — радянська та російська художниця, член-кореспондент Російської академії мистецтв (2012).

## Біографія
Народилася 24 вересня 1941 року.
У 1966 році закінчила художньо-графічний факультет Московського державного педагогічного інституту, керівник творчої майстерні з диплому — В. В. Токарєва.
Із 1966 по 1969 рік — викладачка кафедри живопису Московського державного педагогічного інституту.
Із 1976 року — член Спілки художників СРСР.
У 2012 році — обрана членом-кореспондентом Російської академії мистецтв від Відділення живопису.
Основні твори «Літо закінчується» (1984), «Велика Ведмедиця» (2002), «Мої друзі з Паліхи» (2005), «Ніч на Божедомці (вул. Достоєвського)» (2012), «Серпень» (2014), «Йшов трамвай 9-й номер» (2013), «Єрусалим. Площа біля Стіни плачу» (2008).
Брала участь у розробці інтер'єрів станцій метро «Менделєєвська» (Москва), «Комсомольська», «Парк культури» (Нижній Новгород).
Померла 9 квітня 2024 року в Москві на 83-му році життя.

## Нагороди
- Заслужений художник Російської Федерації (2004)
- Медаль «У пам'ять 850-річчя Москви» (1997)
- Медаль «Ветеран праці» (1998)